# Danny Pinter
Daniel James Pinter (South Bend, Indiana, 19 de junio de 1996) más conocido como Danny Pinter, es un jugador profesional estadounidense de fútbol americano que se desempeña en la posición de lineman en Indianapolis Colts, equipo de la National Football League (NFL).

## Carrera
Fue seleccionado en la quinta ronda en la Reunión Anual de Selección de Jugadores de la NFL de 2020. Hizo su debut profesional con el equipo Indianapolis Colts, donde lleva jugando cuatro temporadas.